# Belzec-Prozess
Der Bełżec-Prozess Mitte der 1960er Jahre war ein Prozess gegen acht ehemalige SS-Angehörige des Vernichtungslagers Bełżec vor dem Landgericht München I. Fünf Beschuldigte waren sowohl in diesem Prozess als auch im nachfolgenden Sobibor-Prozess angeklagt. In diesen beiden Prozessen sowie in den Treblinka-Prozessen kamen die Massenvernichtungsverbrechen der Aktion Reinhardt – der Tötung von über zwei Millionen Juden und 50.000 Roma und Sinti zur Sprache. Diese Prozesse stehen in unmittelbarem Zusammenhang mit den Krankenmorden in der Zeit des Nationalsozialismus an 100.000 Behinderten, da viele Wachleute vor ihrer Tätigkeit in den Vernichtungslagern in NS-Tötungsanstalten gearbeitet hatten. Die ersten „Euthanasie“-Prozesse wurden bereits kurz nach Kriegsende durchgeführt.

## Der Bełżec-Prozess vor dem Landgericht München I
Der von der Öffentlichkeit wenig beachtete Prozess gegen acht Angeklagte fand vom 8. August 1963 bis zum 21. Januar 1965 vor dem Landgericht München I statt. Vor dem Landgericht München erging am 30. Januar 1964 der Beschluss, gegen sieben der Angeklagten kein Hauptverfahren zu eröffnen, da sie sich zur Tatzeit in einem Putativnotstand befunden hätten. Unter diesen sieben Angeklagten befanden sich fünf der später im Sobibor-Prozess Beschuldigten, und zwar Dubois, Fuchs, Jührs, Unverhau und Zierke. Eine Beschwerde seitens der Staatsanwaltschaft, das Hauptverfahren doch gegen alle Beschuldigten zu eröffnen, wurde vom Oberlandesgericht in München abgewiesen. Daher begann die Hauptverhandlung am 18. Januar 1965 lediglich gegen den Angeklagten Josef Oberhauser und wurde nach drei Tagen abgeschlossen. Insgesamt wurden 14 Zeugen vernommen, darunter Professor Wilhelm Pfannenstiel, der im August 1942 mit Kurt Gerstein Zeuge einer Vergasung jüdischer Opfer in Bełżec wurde, der Bełżec-Überlebende Rudolf Reder, der aber die Beschuldigten weder namentlich noch bildlich zuordnen konnte, die Beschuldigten Dubois, Unverhau, Schluch, Zierke, Gley und Fuchs, gegen die keine Hauptverhandlung eröffnet wurde und schließlich das ehemalige Mitglied der Lagermannschaft von Bełżec Hans Gierzig, der krankheitsbedingt verhandlungsunfähig war. Oberhauser, der keine Angaben zur Sache machte, berief sich ebenso wie die anderen Beschuldigten im Bełżec-Prozess auf den Befehlsnotstand und wies zudem auf seine bereits in der DDR verbüßte Haftstrafe hin. Nach Rücksprache mit der Generalstaatsanwaltschaft der DDR wurde jedoch festgestellt, dass Oberhauser von seiner fünfzehnjährigen Haftstrafe nur acht Jahre verbüßt hatte und zudem nicht wegen seiner Taten im Vernichtungslager Bełżec, sondern wegen seiner Beteiligung an der Aktion T4 in Magdeburg verurteilt worden war. Den Putativnotstand sah das Gericht nicht als gegeben an, da Oberhauser als Adjutant von Christian Wirth (Lagerkommandant von Bełżec) zu diesem ein gutes Verhältnis gehabt haben muss. Das nachfolgend aufgeführte milde Urteil wurde vom Landgericht München mit den verschärften Haftbedingungen in den Strafanstalten der DDR und der potentiellen Höchststrafe von 15 Jahren, wenn die beiden Tatkomplexe (Bełżec und Aktion T4) in einem Prozess verhandelt worden wären, begründet. Eine Revision vor dem Bundesgerichtshof erbrachte die Bestätigung des Urteils gegen Oberhauser.

### Die Urteile und Straftaten im Einzelnen
| Angeklagter       | Funktion in Bełżec                                                                             | Straftat | Urteil                                                                          |
| ----------------- | ---------------------------------------------------------------------------------------------- | --- | ------------------------------------------------------------------------------- |
| Josef Oberhauser  | Verbindungsmann zum Stab des SS- und Polizeiführers, kein fester Aufgabenbereich               | Beihilfe zum gemeinschaftlichen Mord in 300.000 Fällen (bei Anklageerhebung: 450.000) und wegen fünf weiterer Verbrechen der Beihilfe zum gemeinschaftlichen Mord in je 150 Fällen | 4,5 Jahre Zuchthaus und Aberkennung der bürgerlichen Ehrenrechte auf drei Jahre |
| Erich Fuchs       | Abfertigung ankommender Transporte, Beschaffung von Material für den Bau einer neuen Gaskammer | Beihilfe zum gemeinschaftlichen Mord in 90.000 Fällen | Freispruch wegen Putativnotstands                                               |
| Heinrich Gley     | Abfertigung ankommender Transporte, Aufsicht in der Entkleidungsbaracke                        | Beihilfe zum gemeinschaftlichen Mord in 170.000 Fällen | Freispruch wegen Putativnotstands                                               |
| Werner Dubois     | Abfertigung ankommender Transporte (ca. 30.000 Personen), Leitung jüdischer Arbeitskommandos   | Beihilfe zum gemeinschaftlichen Mord in 360.000 Fällen | Freispruch wegen Putativnotstands                                               |
| Karl Schluch      | Täuschung der jüdischen Opfer über ihr Schicksal auf ihrem Weg in die Gaskammer                | Beihilfe zum gemeinschaftlichen Mord in 360.000 Fällen | Freispruch wegen Putativnotstands                                               |
| Heinrich Unverhau | Verwertung und Abtransport der Kleidung der Opfer                                              | Beihilfe zum gemeinschaftlichen Mord in 360.000 Fällen | Freispruch wegen Putativnotstands                                               |
| Robert Jührs      | Aufsichtsdienste                                                                               | Beihilfe zum gemeinschaftlichen Mord in 360.000 Fällen | Freispruch wegen Putativnotstands                                               |
| Ernst Zierke      | Schmiedearbeiten, auch Abfertigung ankommender Transporte                                      | Beihilfe zum gemeinschaftlichen Mord in 360.000 Fällen | Freispruch wegen Putativnotstands                                               |

Dieser erste Prozess, der um die drei Vernichtungslager Bełżec, Sobibor und Treblinka der Aktion Reinhardt geführt wurde, offenbarte die Schwierigkeiten der bundesdeutschen Justiz mit der Ahndung von NS-Verbrechen. Nach 1945 wurde beschlossen, vor deutschen Gerichten kein Sonderrecht bezüglich von NS-Verbrechen einzuführen, sondern sie nach dem regulären Strafrecht zu verhandeln. Neben den schwierigen Abgrenzungsproblemen von Täterschaft und Beihilfe konnte der Tatnachweis oft nicht erbracht werden, dies zeigte sich in einem anderen Verfahren:

„Zu den vier versuchten Morden, den Exzesstaten, gehörten die Schüsse auf eine alte Frau, die Gomerski aus der Maschinenpistole in nächster Nähe abgab. Vermutlich ist die Frau an den Schüssen gestorben, doch der Häftling, der den Vorgang beobachtet hatte, kümmerte sich aus Angst nicht weiter um den Fall. So musste das Gericht von einem Versuch ausgehen, weil es den vollendeten Mord nicht nachweisen konnte.“

Zudem erwies sich der Befehlsnotstand, zumindest noch im Bełżec-Prozess, als sanktionshemmendes Element. Es stellte sich nicht nur für Juristen die Frage, warum den sieben Angeklagten im Bełżec-Prozess der Befehlsnotstand zugebilligt wurde und den fünf Angeklagten im Sobibor-Prozess oder sogar Josef Oberhauser nicht.

## Neuer Bełżec-Prozess in Vorbereitung
Im Rahmen der Verhandlung gegen John Demjanjuk 2009/2010 wurden Aussagen russischer Zeugen aus den 1940er und 1960er Jahren bekannt, die sich auf einen ehemaligen Wachmann in Bełżec beziehen. Die Zentrale Stelle der Landesjustizverwaltungen zur Aufklärung nationalsozialistischer Verbrechen in Ludwigsburg führt derzeit Vorermittlungen. Der 88-jährige mutmaßliche Täter ist im Rhein-Sieg-Kreis wohnhaft. Die Nebenklage-Vertretung konnte nach Recherchen in Wikipedia als Nebenkläger Willie Glaser ausfindig machen.